# John Frederick Foster
John Frederick Foster (Wallasey, 25 febbraio 1938) è un velista, bobbista e dirigente sportivo americo-verginiano.
Ha partecipato a sei edizioni dei Giochi Olimpici sotto la bandiera delle Isole Vergini Americane, di cui cinque estive (Monaco di Baviera 1972, Montréal 1976, Los Angeles 1984, Seul 1988, Barcellona 1992) nella vela e una invernale (Calgary 1988) nel bob.

## Biografia
Nato nel Regno Unito, figlio di un pilota della Royal Air Force, imparò a navigare sul fiume Mersey a Liverpool. Da adolescente, si intrufolava nei bar con i due giovani musicisti John Lennon e Paul McCartney, finché i suoi genitori decisero che Lennon aveva un'influenza negativa e vietarono loro di vedersi. Completò la leva militare negli anni 1950 come guardiamarina sulla portaerei HMS Bullwark della Royal Navy, testando anche alcuni dei primi sottomarini nucleari al mondo nel Mare del Nord.
John Foster giunse per la prima volta a Saint Thomas, nelle Isole Vergini Americane nel febbraio 1961 per consegnare l'imbarcazione Eroica, un ketch a vela di 72 piedi proveniente dall'Inghilterra. Sull'isola caribica conobbe e sposò Claire St. John, da cui ebbe due figli, Lilibet e Johnny. Entrò a far parte della società immobiliare French Alexander e della Junior Chamber of Commerce, divenendo poi membro fondatore e fondatore del St. Thomas Yacht Club, di cui è stato anche commodoro per due volte dal 1967 al 1968. Nel 1974 fondò la John Foster Real Estate, rimanendo molto attivo nelle attività e nei progetti della comunità: fu premiato come "uomo chiave" per i suoi contributi alla Camera di Commercio Junior, venne eletto presidente dell'ordine degli agenti immobiliari di St. Thomas/St. John e poi presidente della Camera di commercio di Saint John.

## Carriera sportiva
Ha gareggiato in numerosi campionati mondiali di vela nelle classi Tempest, Sunfish, 470 e Star, partecipando a cinque Olimpiadi estive, di cui le ultime tre gareggiando con il figlio John Foster Jr. nella barca a chiglia per due persone alle Olimpiadi del 1984, 1988 e 1992.
Oltre alla vela, John Foster fondò la Nazionale di bob delle Isole Vergini Americane con cui prese parte alle Olimpiadi invernali di Calgary 1988, dove giunse all'ultimo posto nella gara di debutto dei noti Cool Runnings della Nazionale di bob della Giamaica. Mentre era a Calgary, Foster visitò un negozio di trofei e comprò un calice d'argento che soprannominò la "Coppa dei Caraibi", mettendola in palio fra gli equipaggi di bob provenienti da paesi dal clima caldo, ovvero Giamaica, Messico, Antille olandesi, Australia (vincitrice del trofeo) e Nuova Zelanda, a cui venne aggiunta alla lista anche la Bulgaria, per simpatia. Venne poi invitato da un giornalista del Calgary Herald a giocare al suo club di curling (all'epoca era ancora uno sport dimostrativo alle Olimpiadi) e,  molto divertito, prese in considerazione l'idea di formare un club "per quando si fosse sentito troppo vecchio per il bob". Tre anni dopo, John Foster creò la federazione di curling delle Isole Vergini Americane.